# Архитектурная графика

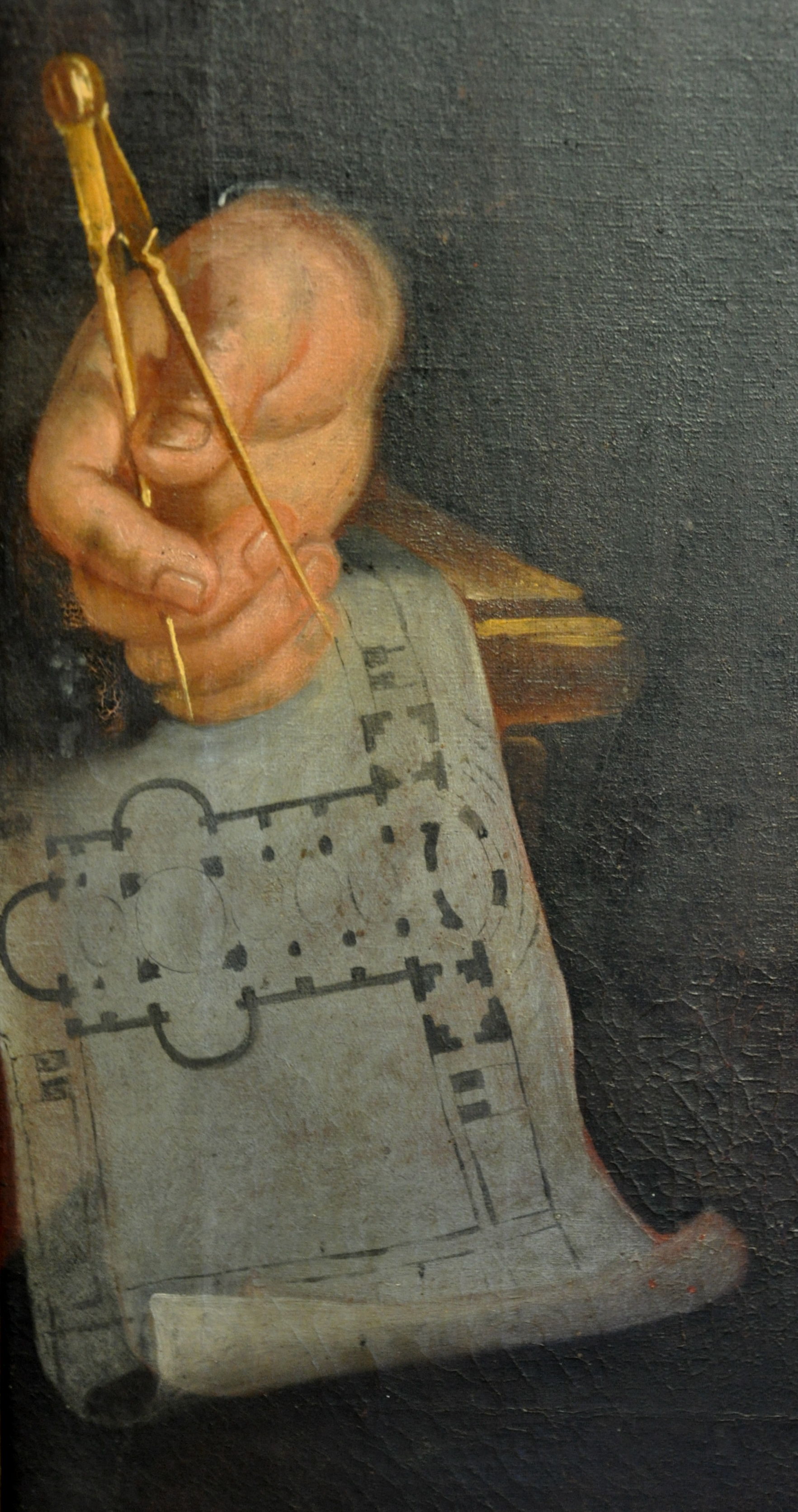
Базилика, план. Фрагмент работы 1718 года

Архитектурная графика — направление изобразительного искусства, охватывающее творческий процесс представления идей и образов в области проектирования и архитектурного дизайна. Это детальная разработка плана будущего здания в чертеже с масштабом (или сада для ландшафтного архитектора) с использованием условных обозначений будущих фундаментов, стен, пилонов или колонн, с пометкой будущих окон, дверей. Генеральный план позволяет показать расположение здания или ансамбль зданий на местности с указанием сторон света. Чертёж архитектора тесно связан с математическими расчётами и указаниями размеров будущего здания, соотношения его частей (масштаб). Используется как в проектировании новых построек, так при разработке фиксационных планов существующих или разрушенных зданий.
На сегодняшний день актуальным является разделение архитектурной графики на классическую и цифровую.
- Классическая архитектурная графика использует в качестве инструментария материальные предметы маркирования — карандаши, краски, бумагу и пр.
- Цифровая архитектурная графика использует для достижения того же результата вычислительные системы.

## Египет
Первые чертежи были созданы ещё в Древнем Египте, где сложилась сильная школа математиков и геометров. Широкое использование камня позволило сохранить первые образцы чертежей архитекторов. Некоторые планы сохранились на фресках и рисунках папирусов (сад у бассейна на папирусе 16-11 вв. до н. э. в собрании Британского музея, Лондон).
Детальный план сада возле бассейна сохранился на стенописи из Фив в гробнице Рехмира, 18 династия (Метрополитен-музей, Нью-Йорк). Сад на чертеже представлен в виде сверху. Три ряда деревьев нарисованы как радиусы круга — от центра в стороны. Условность чертежа художника Древнего Египта не мешает современному архитектору перевести древний план на современные чертежи с сохранением всех качеств оригинала.

## Римская империя

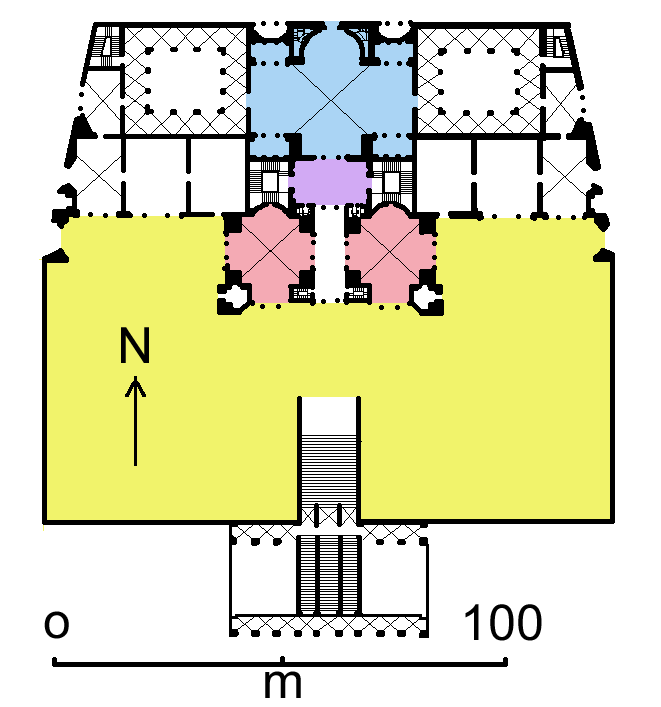
Термы императора Веспасиана, план
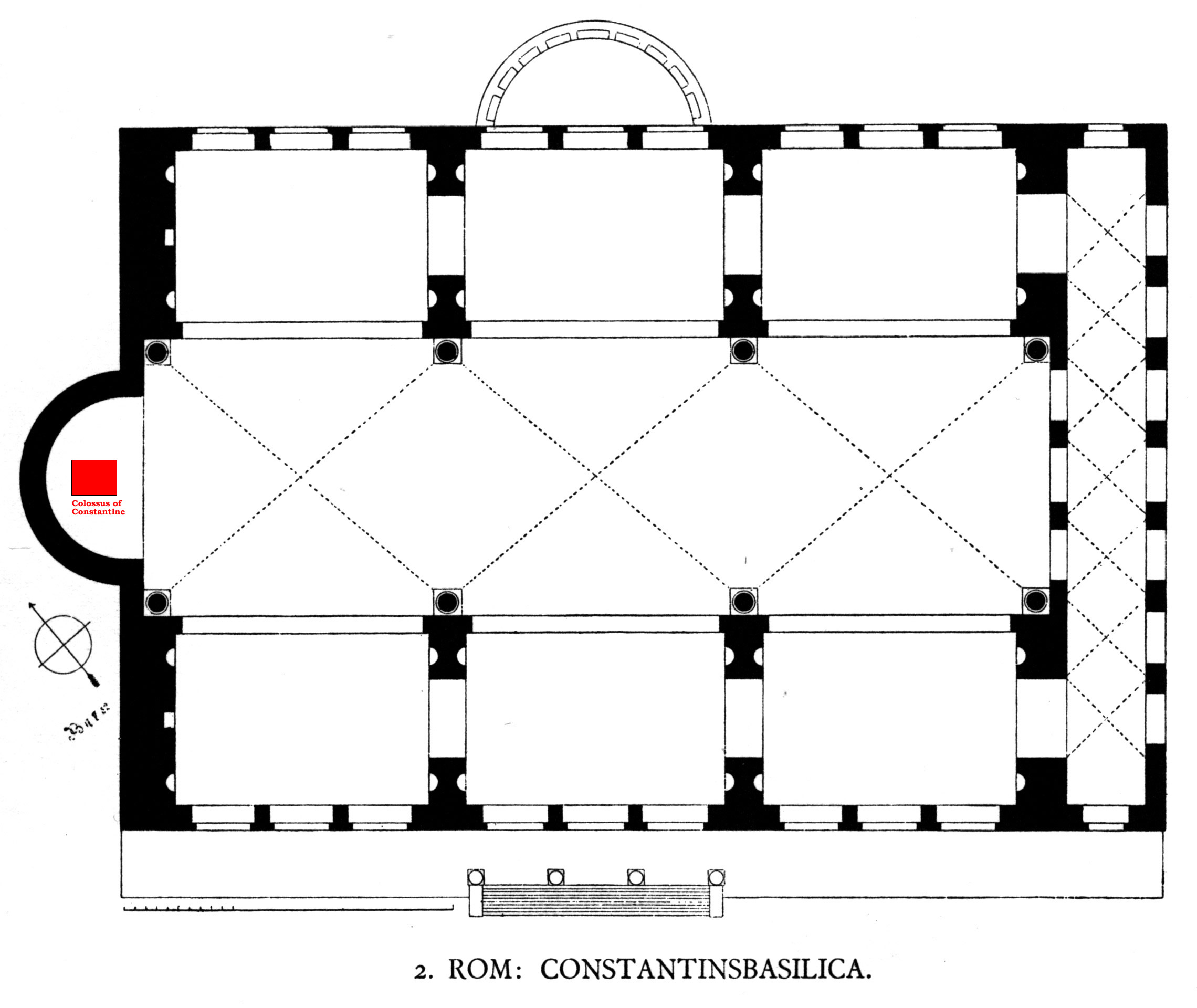
Базилика Максенция, Рим, план
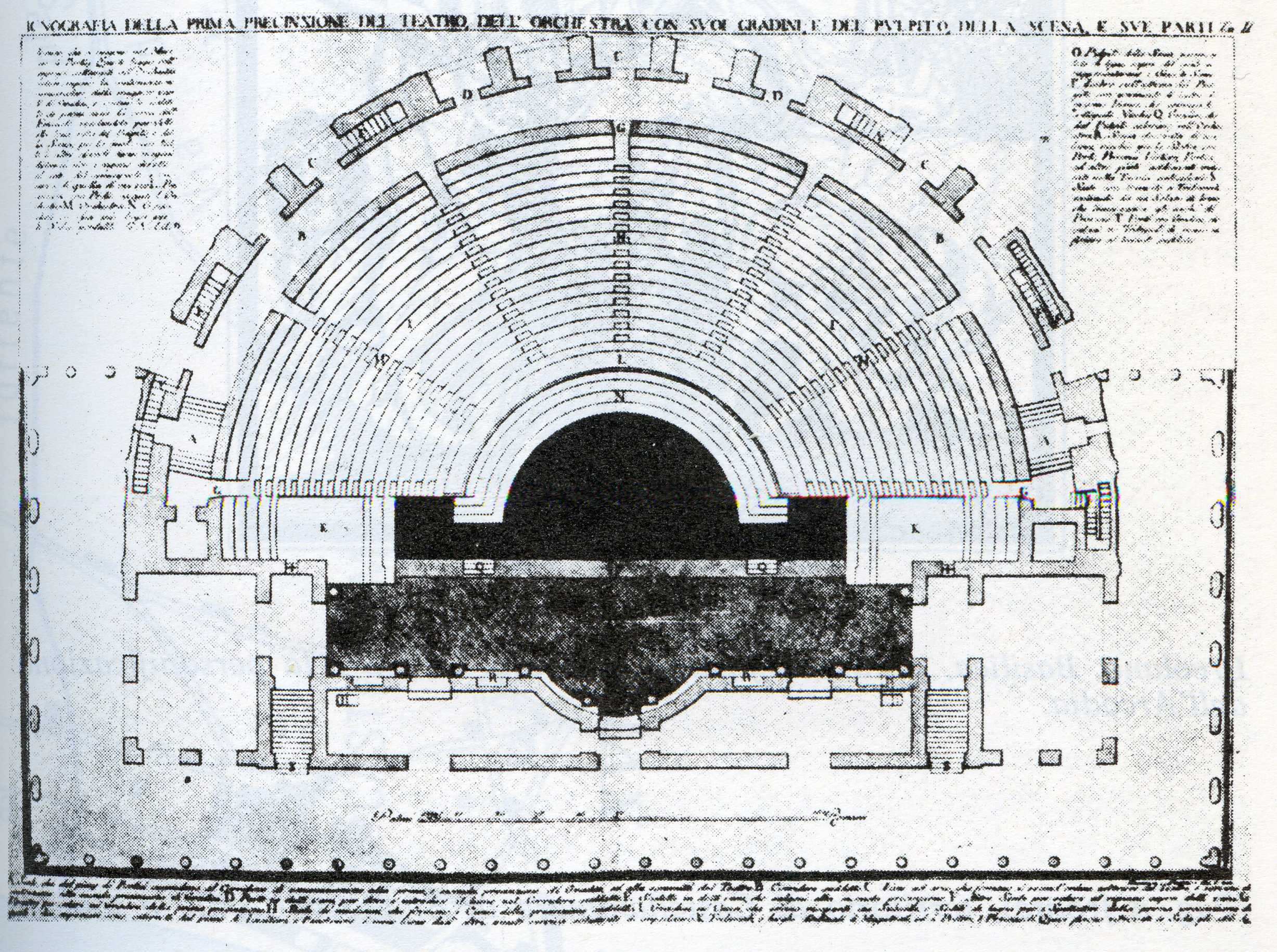
город Геркуланум, театр, план
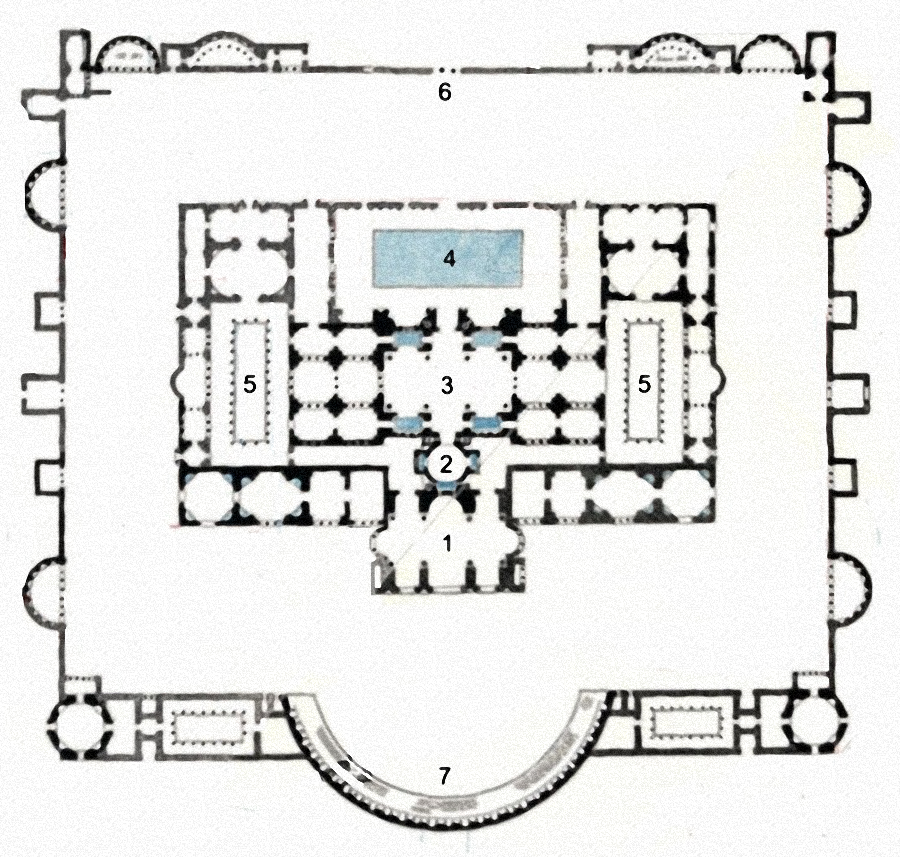
Термы Диоклетиана. На плане: 1-Caldarium; 2-Tepidarium; 3—холодные ванны (Frigidarium); 4—Natatio; 5-Palaestra; 6—Вход; 7-Экседра.

## Средневековая Армения

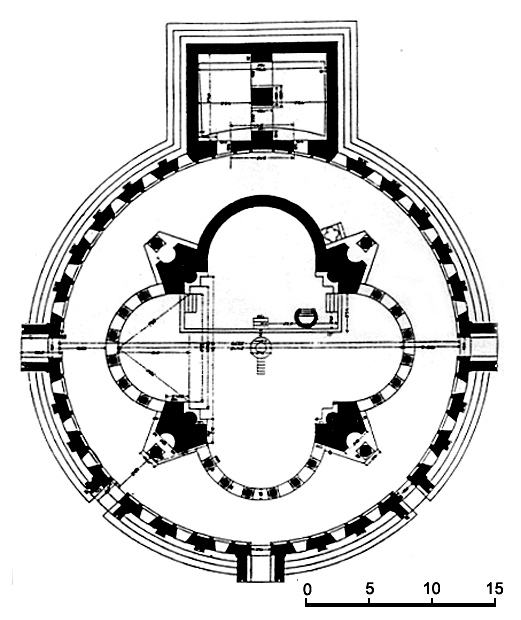
План храма Звартноц в Армении. 643—652 гг.

План церкви Сергия и Вакха в Константинополе

Своеобразная и интересная архитектурная школа сложилась в средневековой Армении. Страна одна из первых сделала христианство государственной религией, в результате происходило массовое строительство церквей. Новый тип храма был принят уже в 6-7 веках. Наибольшее распространение имели крестово-купольные храмы без раздела интерьера храма на нефы. Этот тип храмов называют триконхами и тетраконхами, ибо в их плане лежит трёх- или четырёхчастное сооружение. Внешнее сходство храмов не отразилось на однообразии планов. Среди них есть свои высокие достижения и шедевры, например, план храма Звартноц 643—652 гг., где в храмовую ротонду вписан равносторонний крест с полуциркульными концами, что позволяет его сравнивать с планом церкви Сергия и Вакха в Константинополе.

## Романский стиль
Романский стиль предшествовал стилю готики и отличился в искусстве разных стран. Исследователи считают, что во Франции он продержался 200 лет. А в некоторых регионах страны позиции романского стиля были такие слабые, что он быстро вышел из использования. Особенно слабыми позиции романики были в Иль-де-Франс, где распространились классические образцы готических соборов (Париж, Реймс, Шартр).
Романский стиль в Германии продержался дольше и некоторое время сосуществовал с готикой, что давало компромиссные, но очень интересные образцы соборов в Майнце, Бамберге, Вормсе, Наумбурге.
Долго удерживали свои позиции романика и готика и в Испании. Даже последний из великих соборов Испании — в Севилье — умышленно строили в готическом стиле, хотя уже хорошо знали другие образцы и типы соборов.

План церкви Св. Клемента, Испания
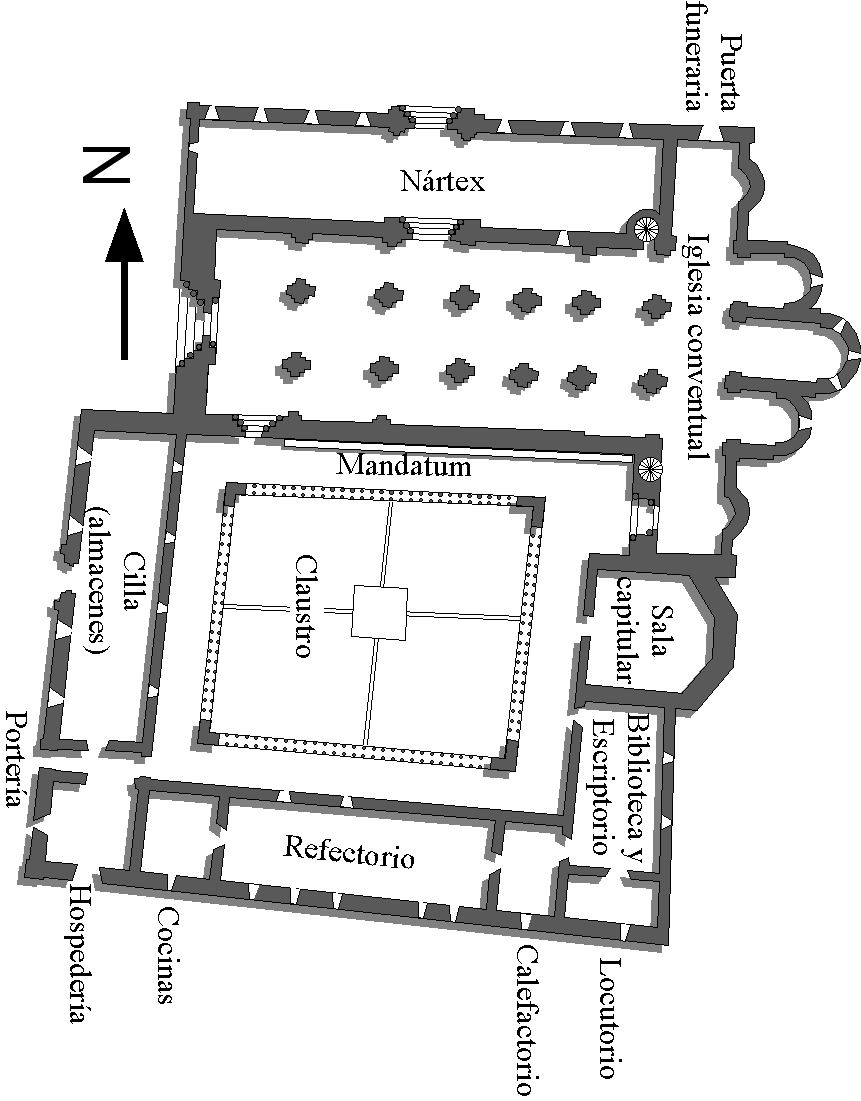
Примитивный план монастыря Санто-Доминго-де-Силос, 12 в. Испания
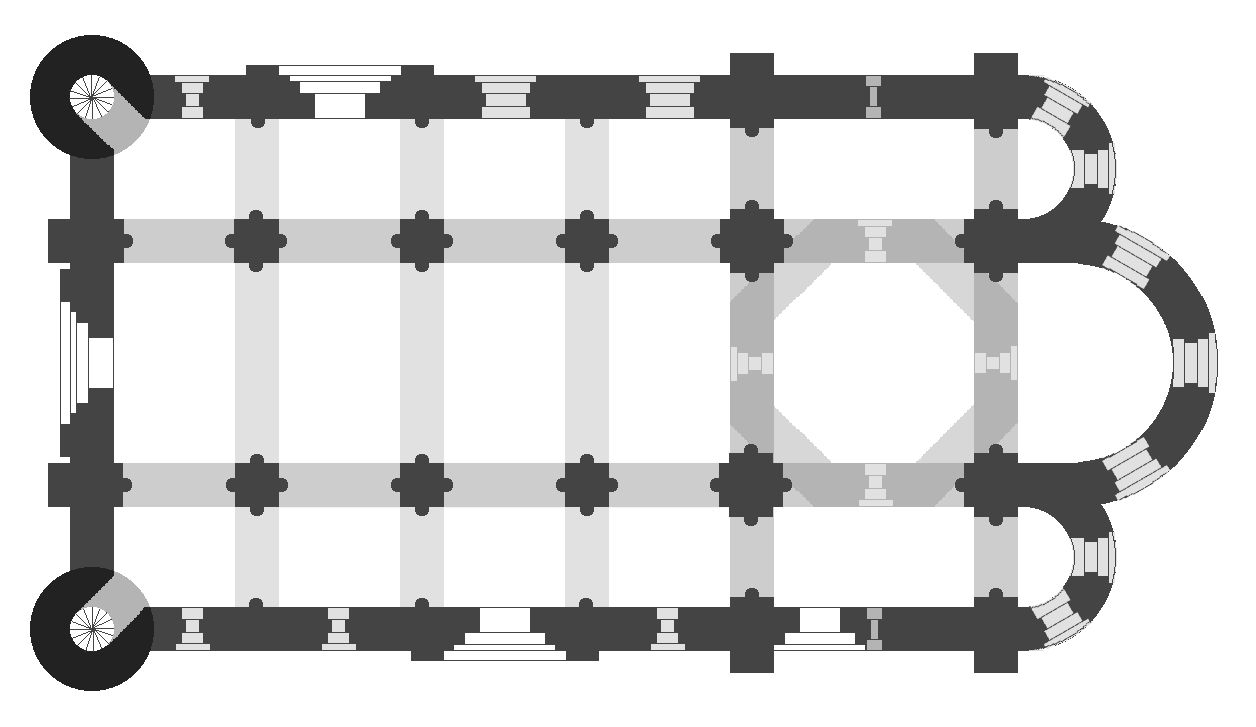
San Martín de Fromista: planta. En el Camino de Santiago, promovida por la reina de Navarra, doña Mayor, año 1066
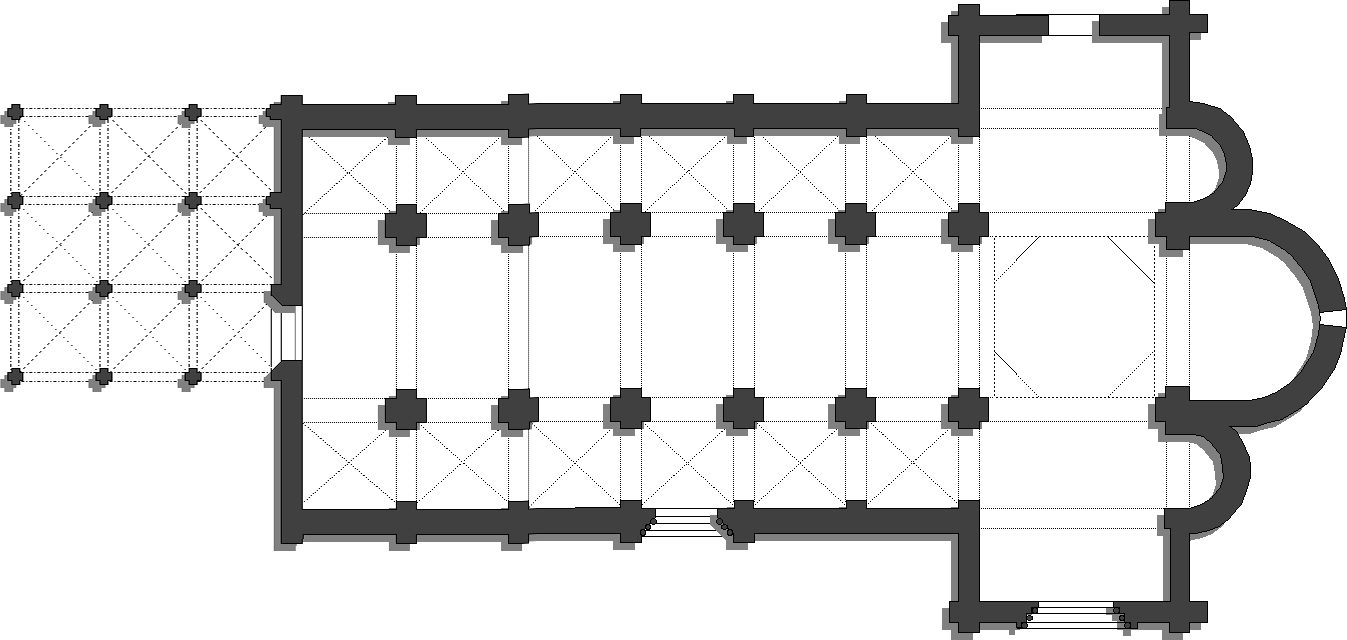
План церкви Сан-Исидоро-де-Леон, Испания

## Эпоха готики

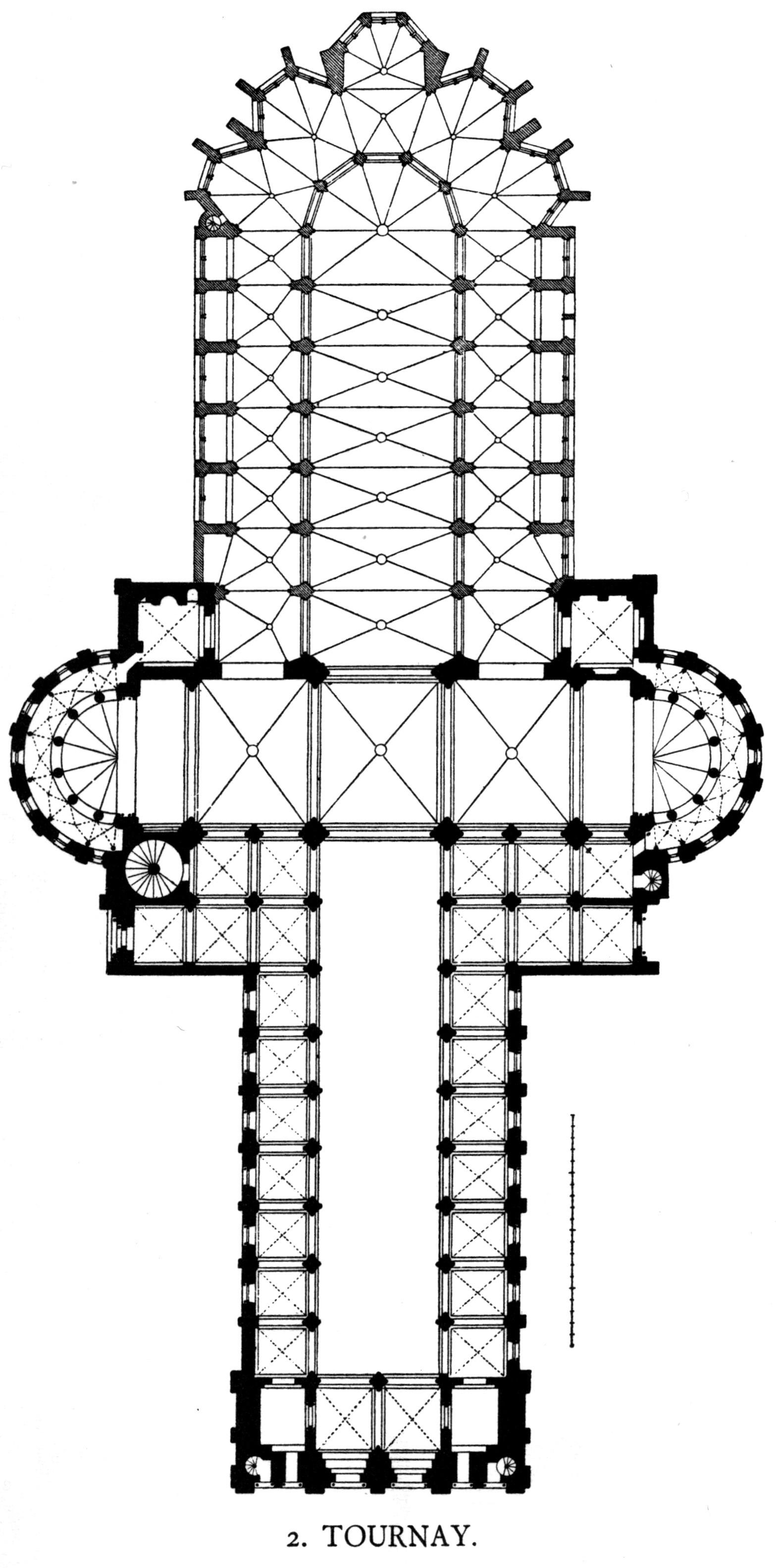
Собор в Турне
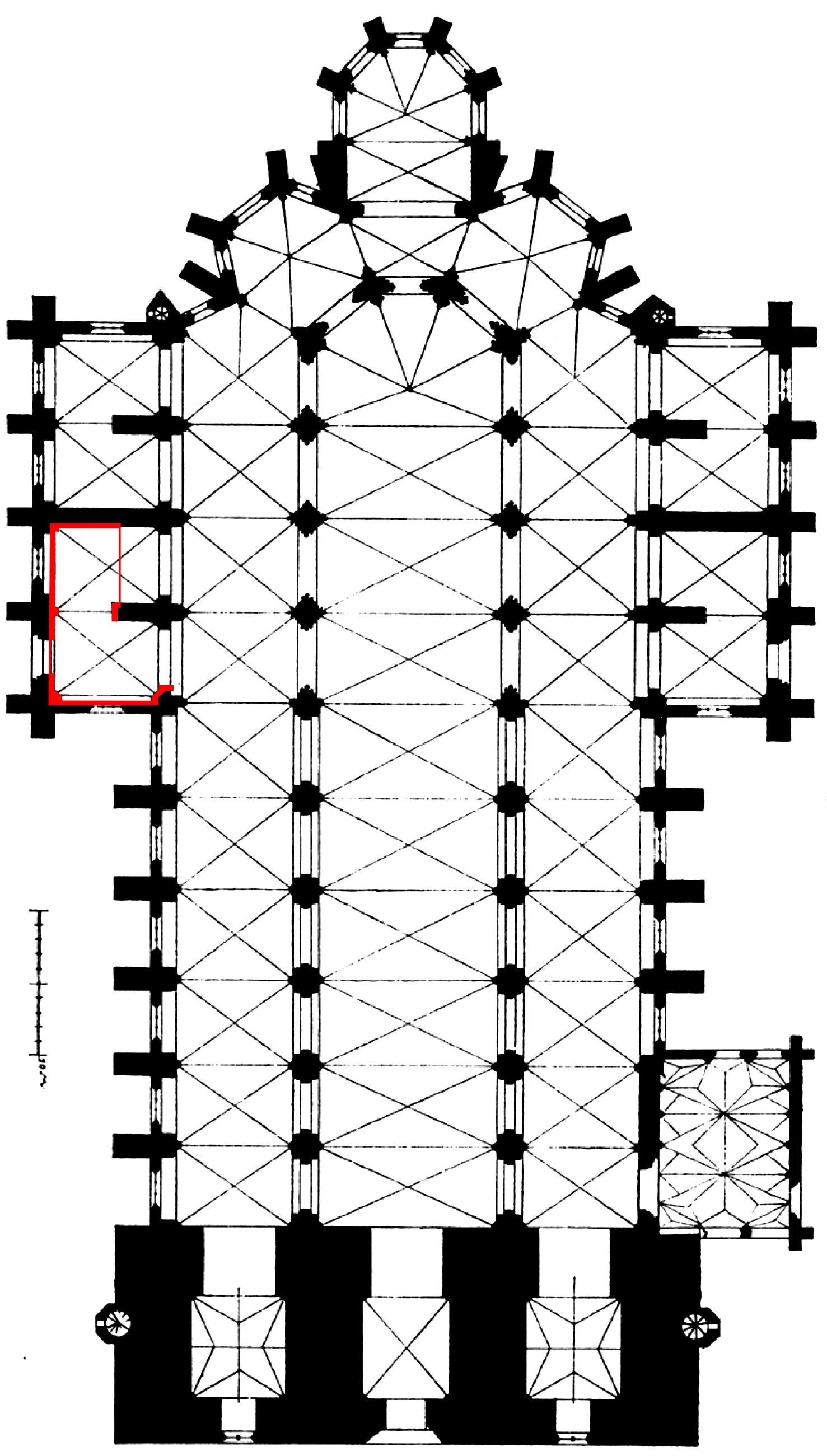
Любек, план собора Мариенкирхе эпохи готики
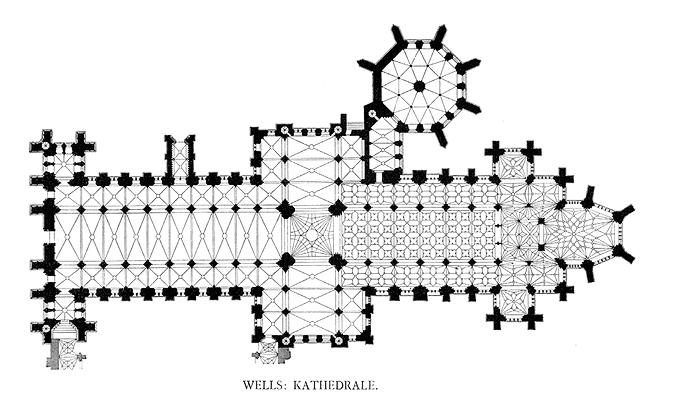
Великобритания, Уэльс, готический собор

## Возрождение

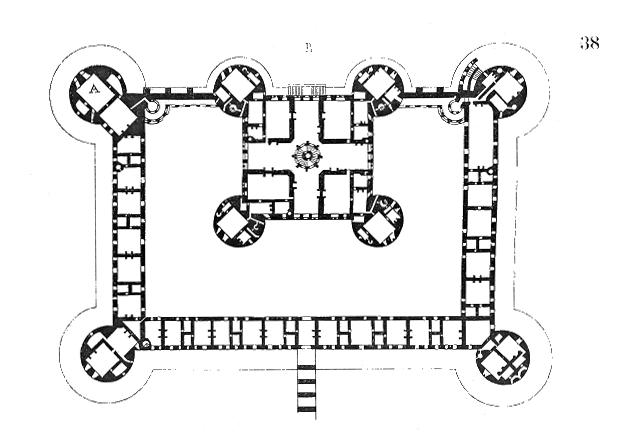
План замка Шамбор
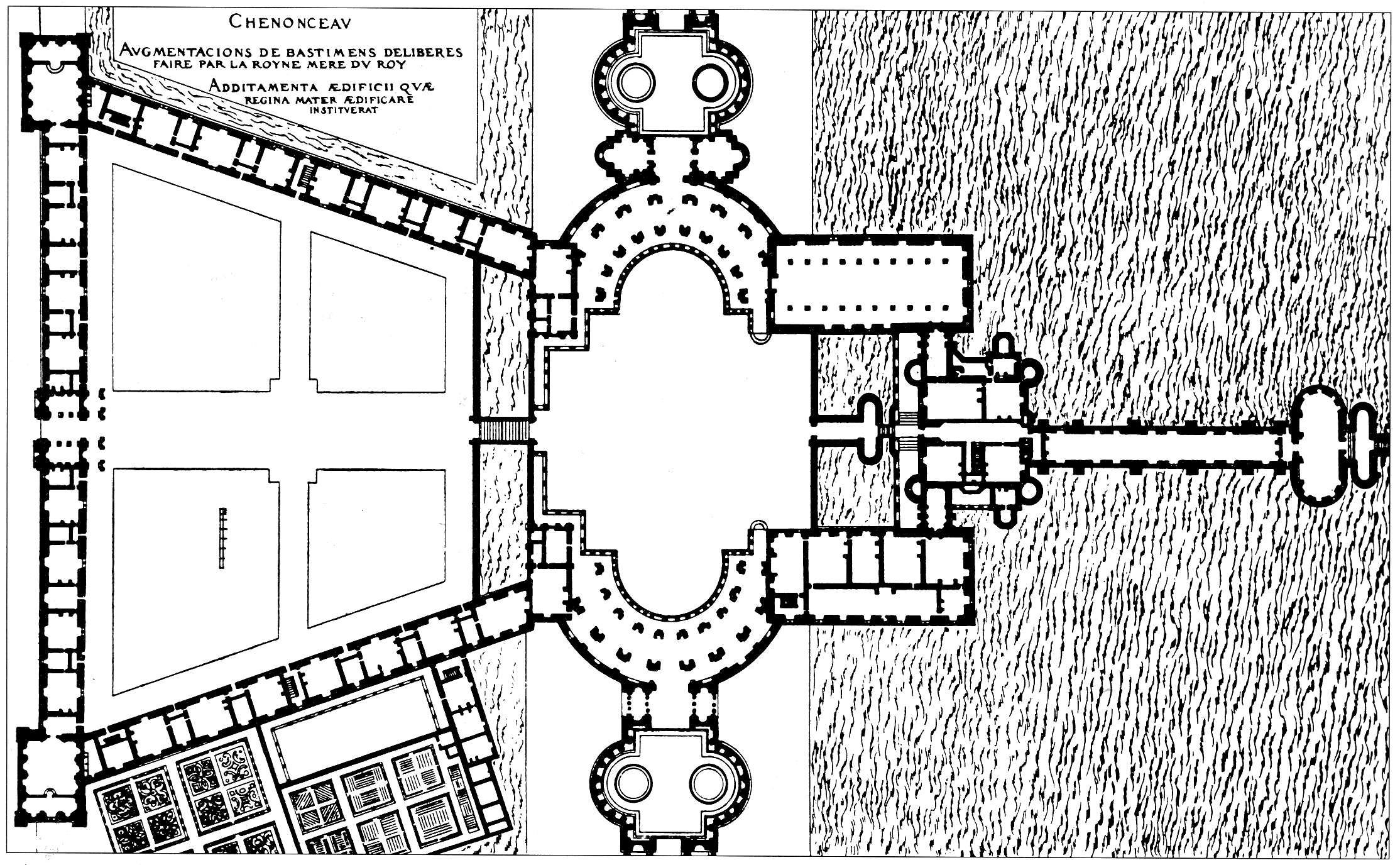
Жан Бюллан, проект перестройки замка Шенонсо, ок. 1572 (чертежи Жака Андруэ Дюсерсо, 1579)
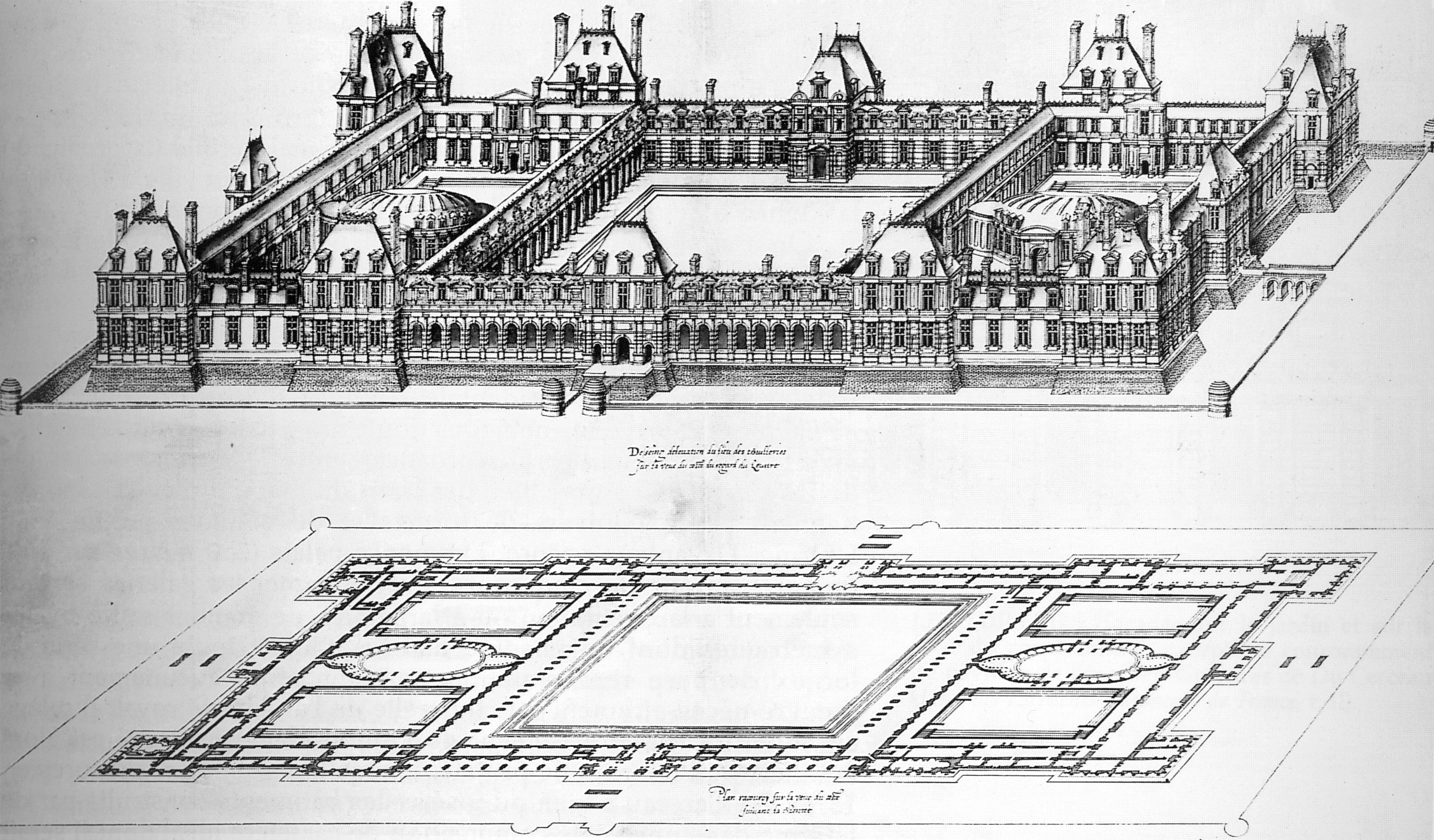
Проект развития дворца Тюильри 1579 г. с овальными вестибюлями; не осуществлён (чертежи Андруэ Дюсерсо)

### РаботыМикеланджело

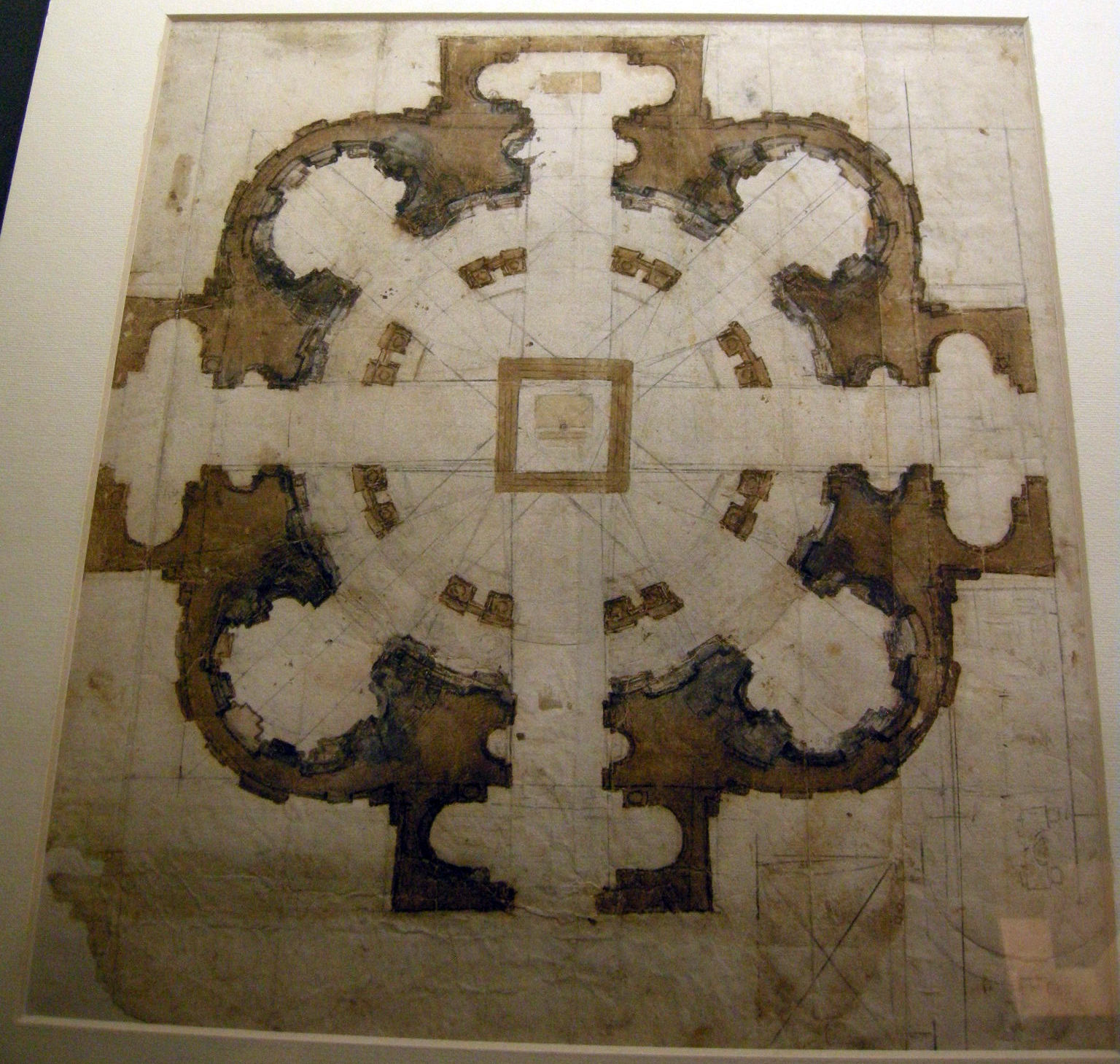
Проект плана церкви Сан-Джованни-деи-Фиорентини для Рима.
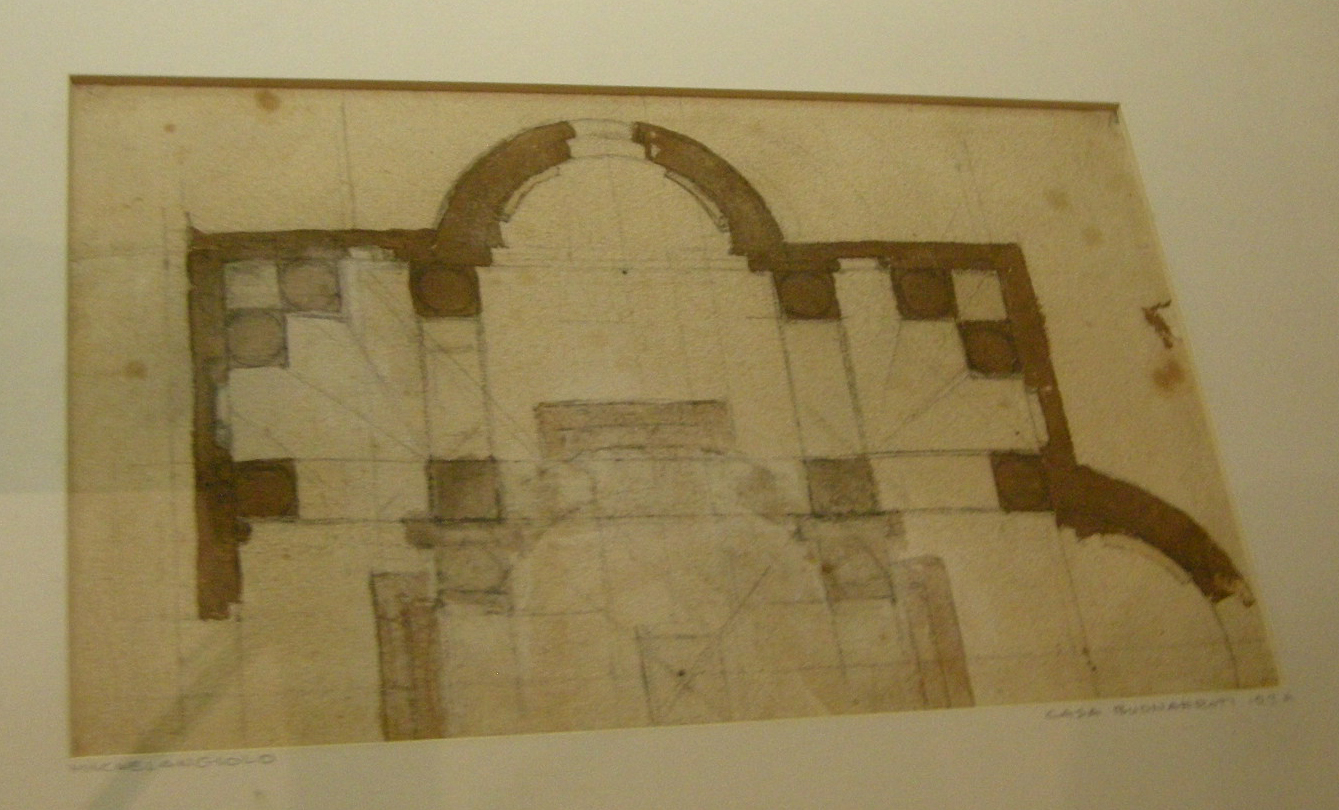
Микеланджело. Проработка алтарной части.
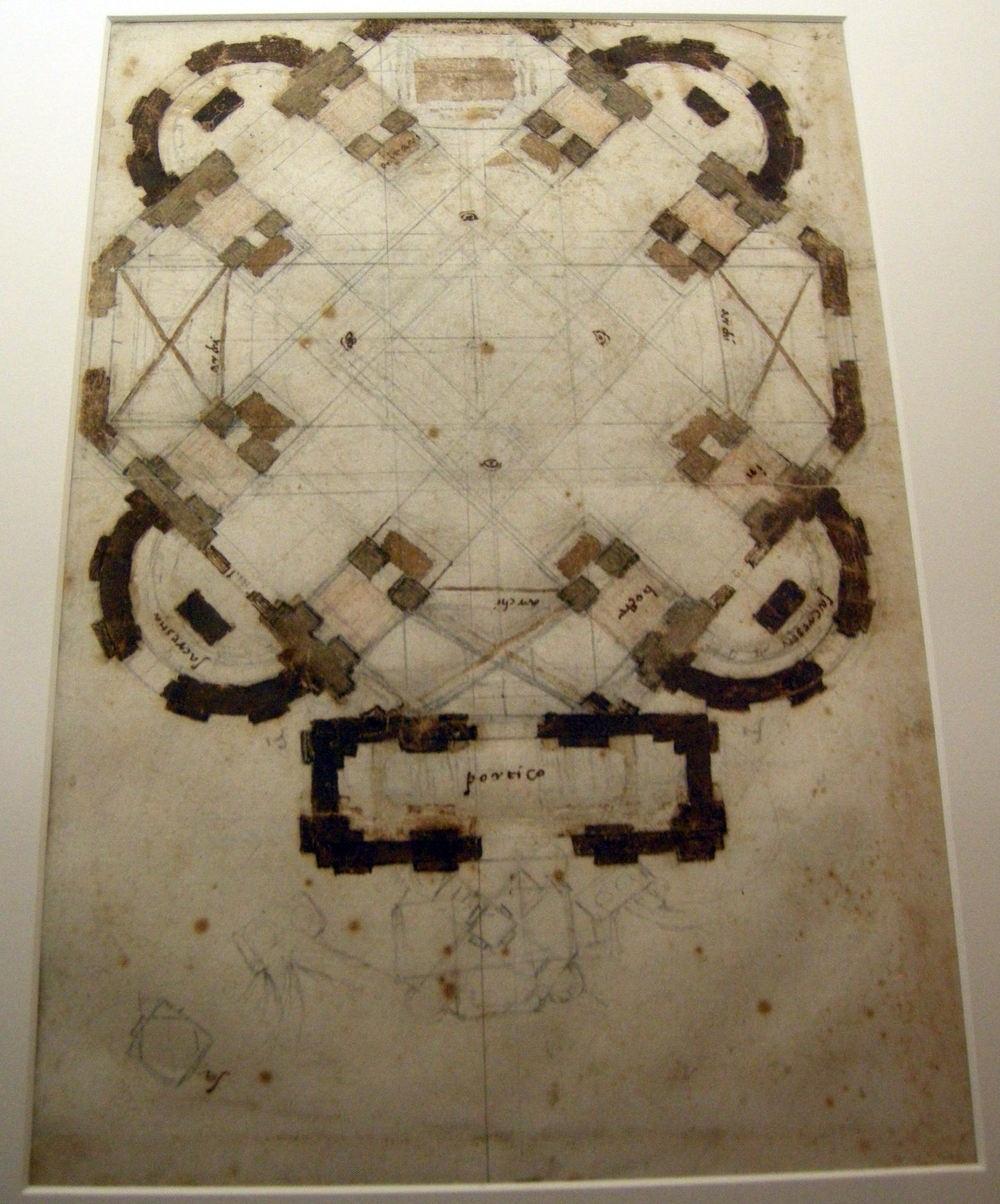
Вариант плана церкви Сан-Джованни-деи-Фиорентини (не осуществлен).

## Барокко

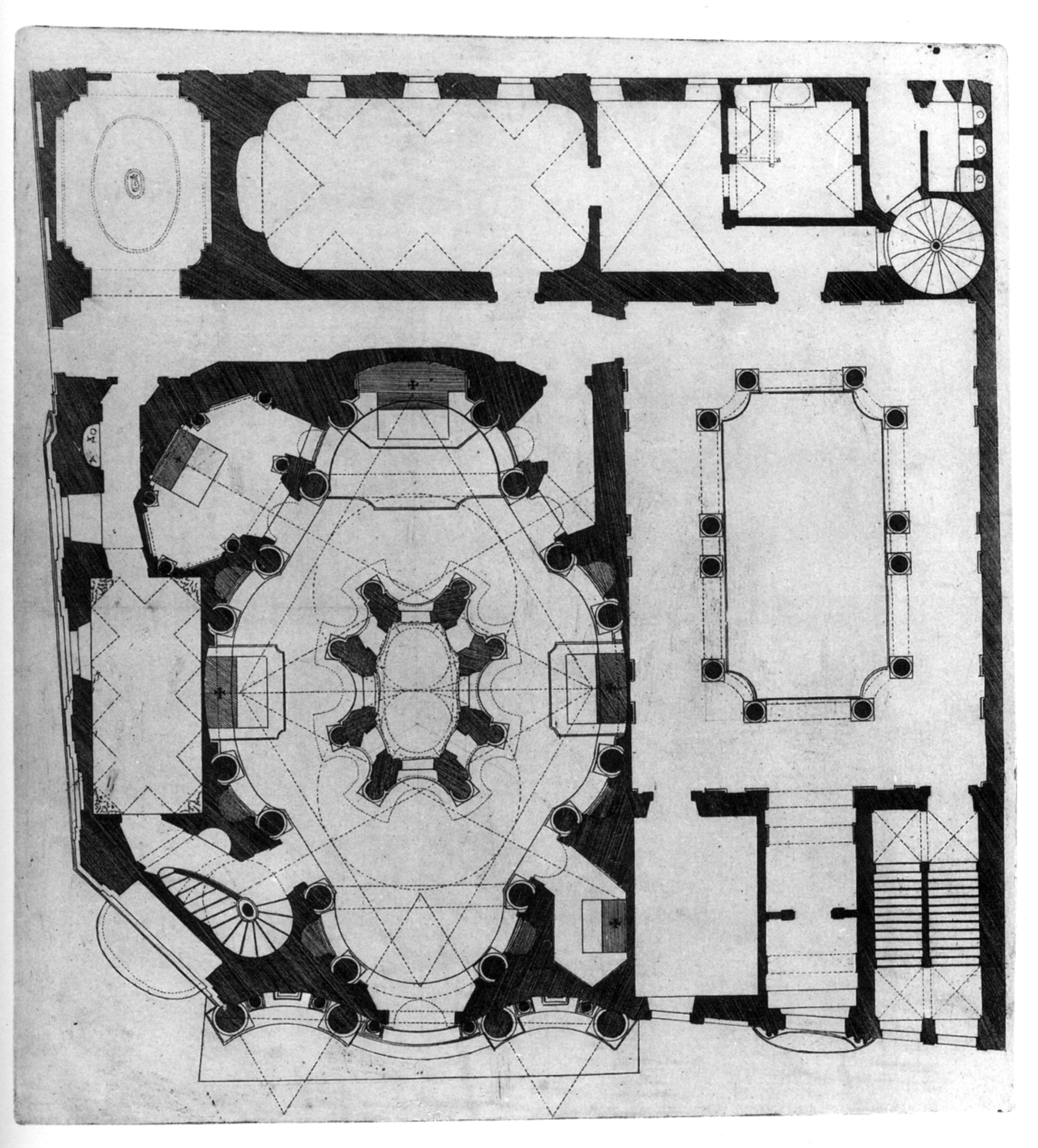
План церкви Сан-Карло алле Куатро Фонтане
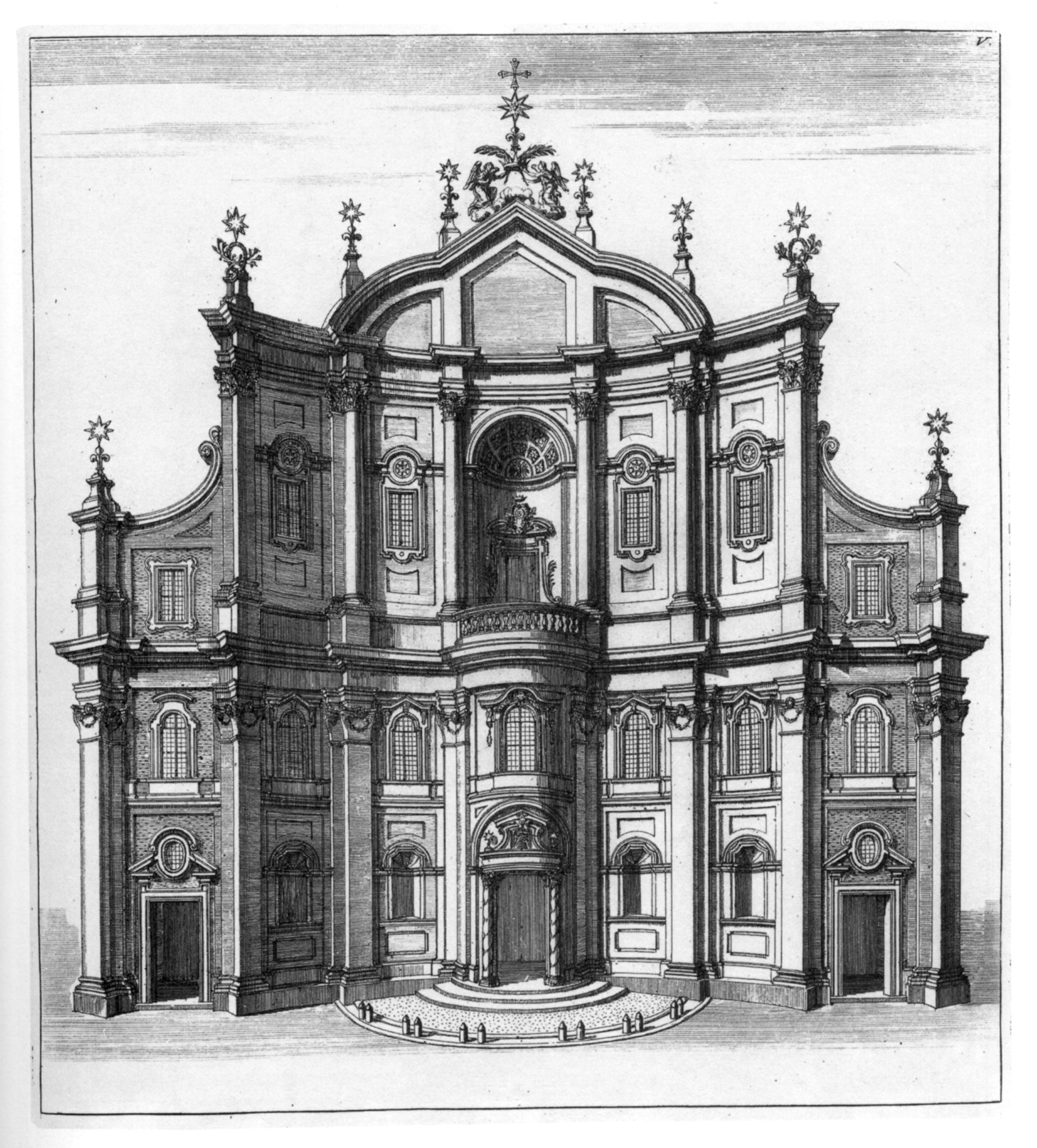
Борромини. Оратория, Рим
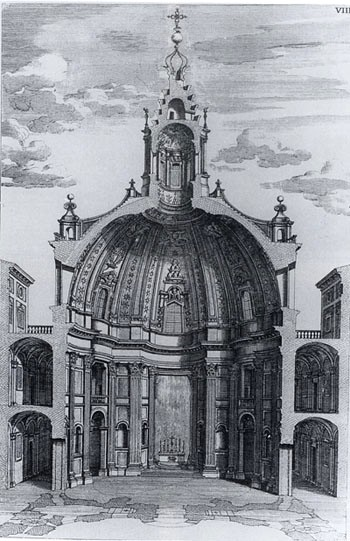
Борромини, разрез церкви Сант-Иво алла Сапиенца в университете Рима

## Классицизм

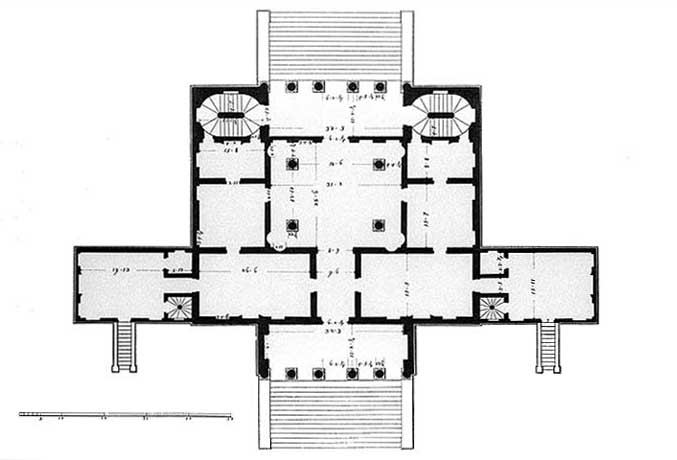
План виллы Корнаро арх. Бертотти Скамоцци (Bertotti Scamozzi), 1781
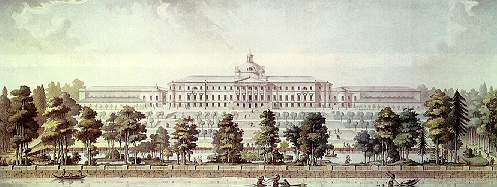
Матвей Федорович Казаков, Голицынская больница в Москве, 1775
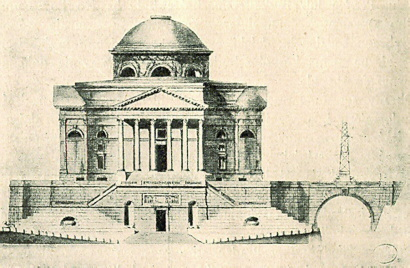
Якуб Кубицкий,  Проект Храм Провидения Божия в Варшаве, 1792 г.

В отличие от мастеров барокко, архитектурная графика эпохи классицизма словно теряет призыв, взволнованность, безудержную фантазию. Все успокаивается и становится исключительно симметричным и покоренным сверхчеловеческому закону, высшей дисциплине, разуму. Даже грандиозные конкурсные проекты — симметричные, покоренные древним законам построения и дисциплине (конкурсный проект Кадетского корпуса для Петербурга архитектора И.Старова).
Даже в XVII веке, когда в романских странах изобиловал роскошный стиль барокко, архитекторы классицизма забывали о волнистых линиях, присущих окружающей природе (руслам рек, ручьям, тропинкам и путям) и стилю барокко. Поэтому монументальный, очень большой по размерам дворец Уайтхол в Лондоне имеет монотонные, похожие друг на друга фасады, что роднит дворцовую архитектуру с казармой. И лишь боковые башни в стиле барокко и высокое качество обработки деталей указывали на дворцовое назначение здания. Но дворец в полном объёме так никогда и не построили.

### Кристофер Рен. Дворец Уайтхолл, чертежи архитектора.

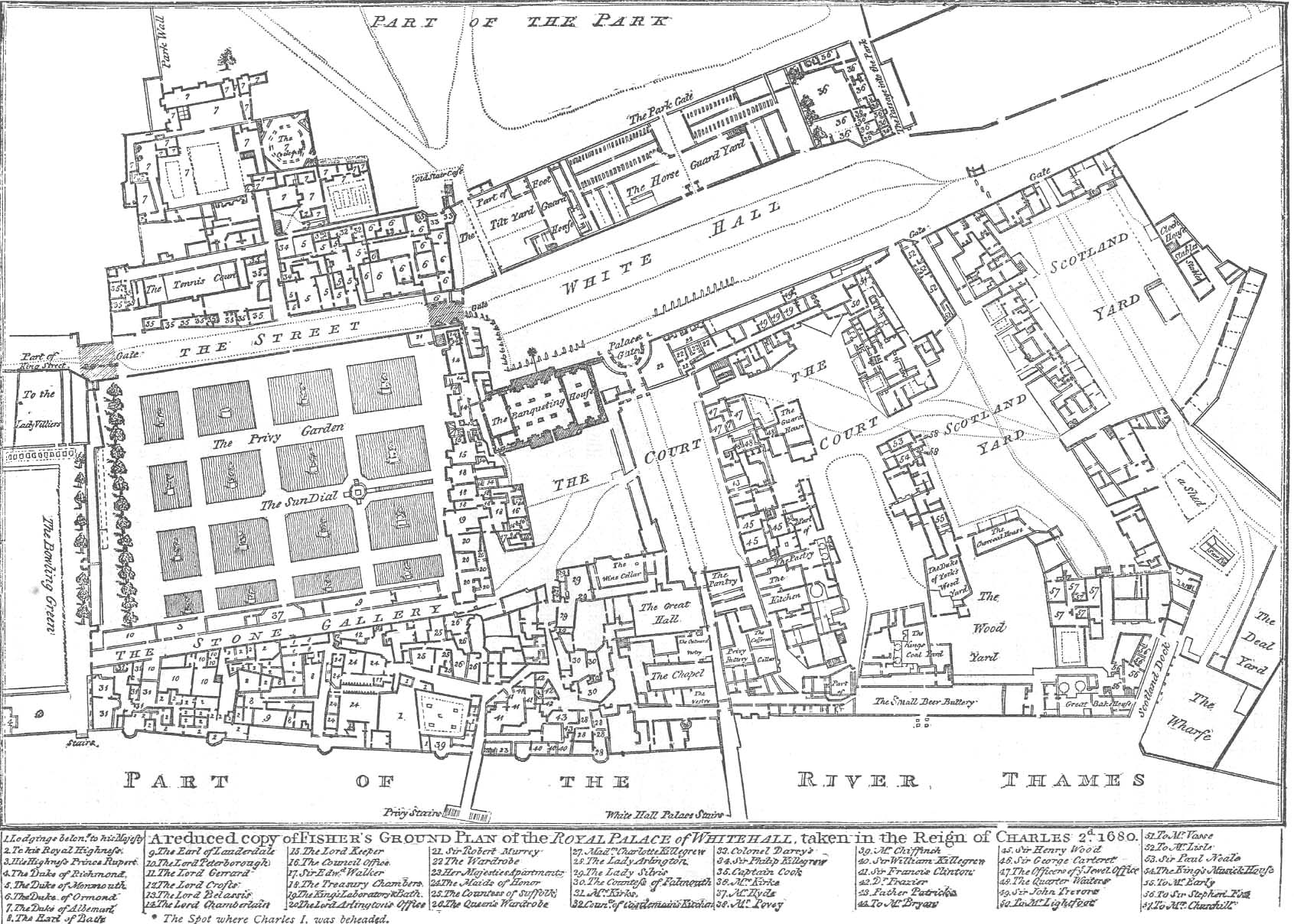
Хаотичная застройка Лондона и Уайтхолл до перестройки на карте 1680 года
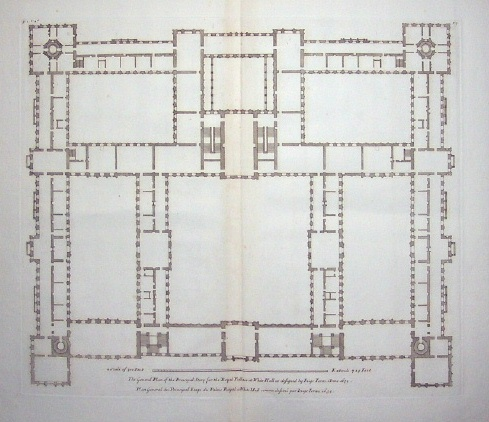
Дворец Уайтхолл, генеральный план неосуществленного здания
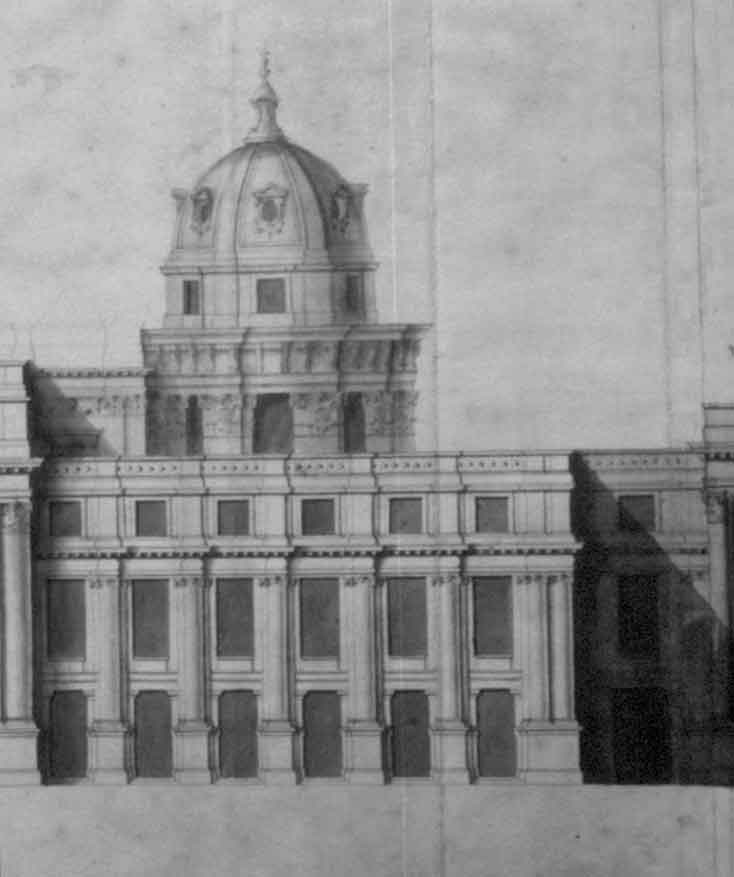
Боковая башня Уайтхолла по проекту Кристофера Рена, не осуществлена